# Вердон (река)
Вердо́н (фр. Verdon) — река в юго-восточной части Франции, левый приток реки Дюранс (бассейн Роны). Длина по разным данным составляет от 175 до 200 км.
Берёт начало в Прованских Альпах, горном массиве Труа-Эвеше, после чего течёт в южном направлении по глубоким ущельям. Течение реки проходит по территории коммун Аллос, Сент-Андре-лез-Альп и Кастеллан. В нижнем течении по руслу реки проходит административная граница между департаментами Альпы Верхнего Прованса и Вар.